# مکمل‌های اسیدآمینه
مکمل‌های اسیدآمینه، آمینو اسید تکمیلی یا مکمل‌های آمینو اسید به صورت ترکیب با فرمولهای مولتی ویتامین گوناگون، مخلوط‌های پروتئینی، انواع گوناگونی از مکمل‌های غذایی و تعدادی از فرمول‌های اسیدهای آمینه در دسترس می‌باشد. این مواد را می‌توان به صورت کپسول، قرص، مایع و پودر خریداری کرد. اغلب مکمل‌های اسیدهای آمینه از پروتئین حیوانی، پروتئین مخمر، یا پروتئین گیاهی به دست می‌آید. نوع آزاد و بلوری اسیدهای آمینه معمولاً از چند نوع غلات گرفته می‌شود. سبوس برنج قهوه‌ای منبع خوبی است، هر چند پروتئین‌های مخمر جامد و شیر نیز مورد استفاده قرار می‌گیرد.

## انواع

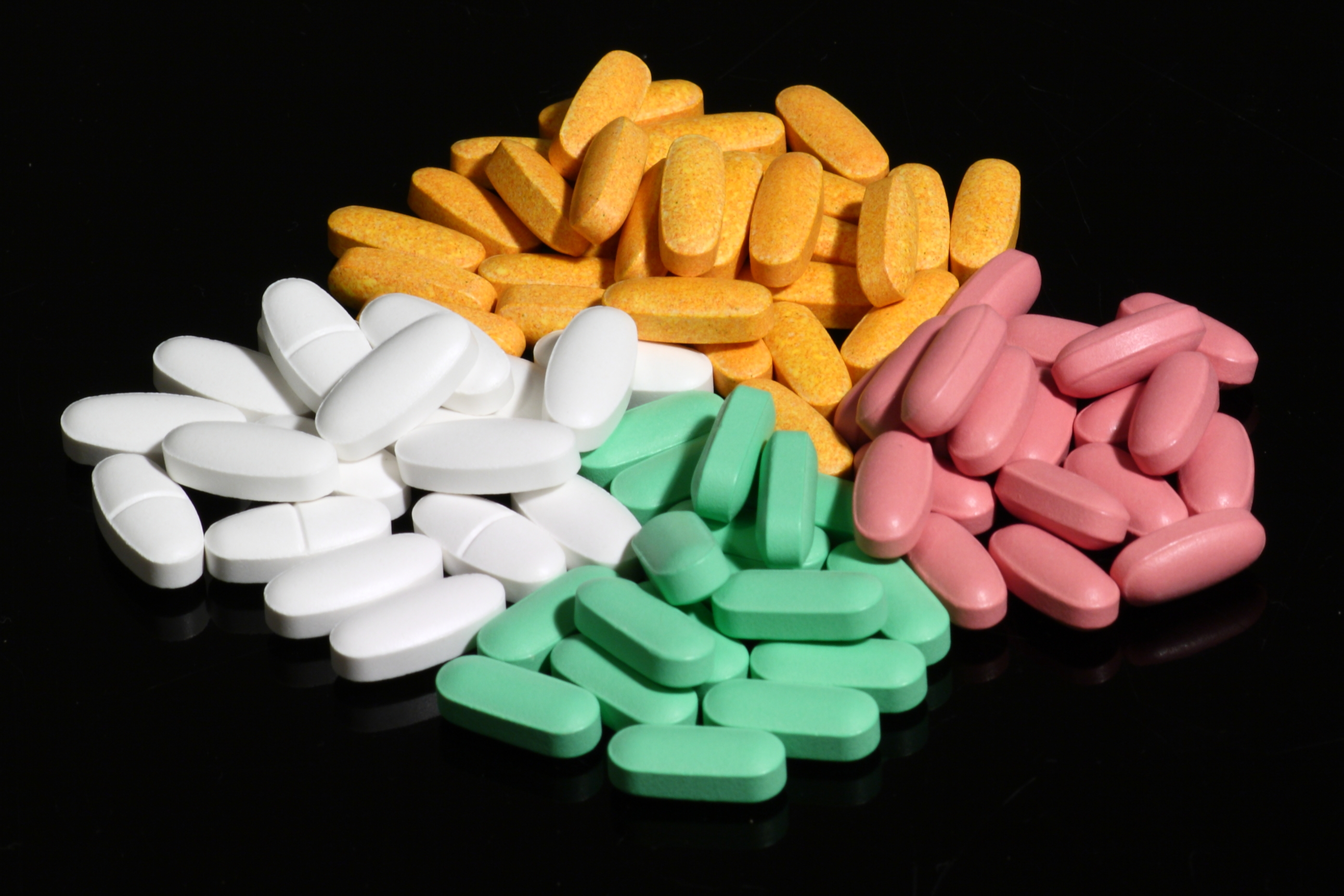

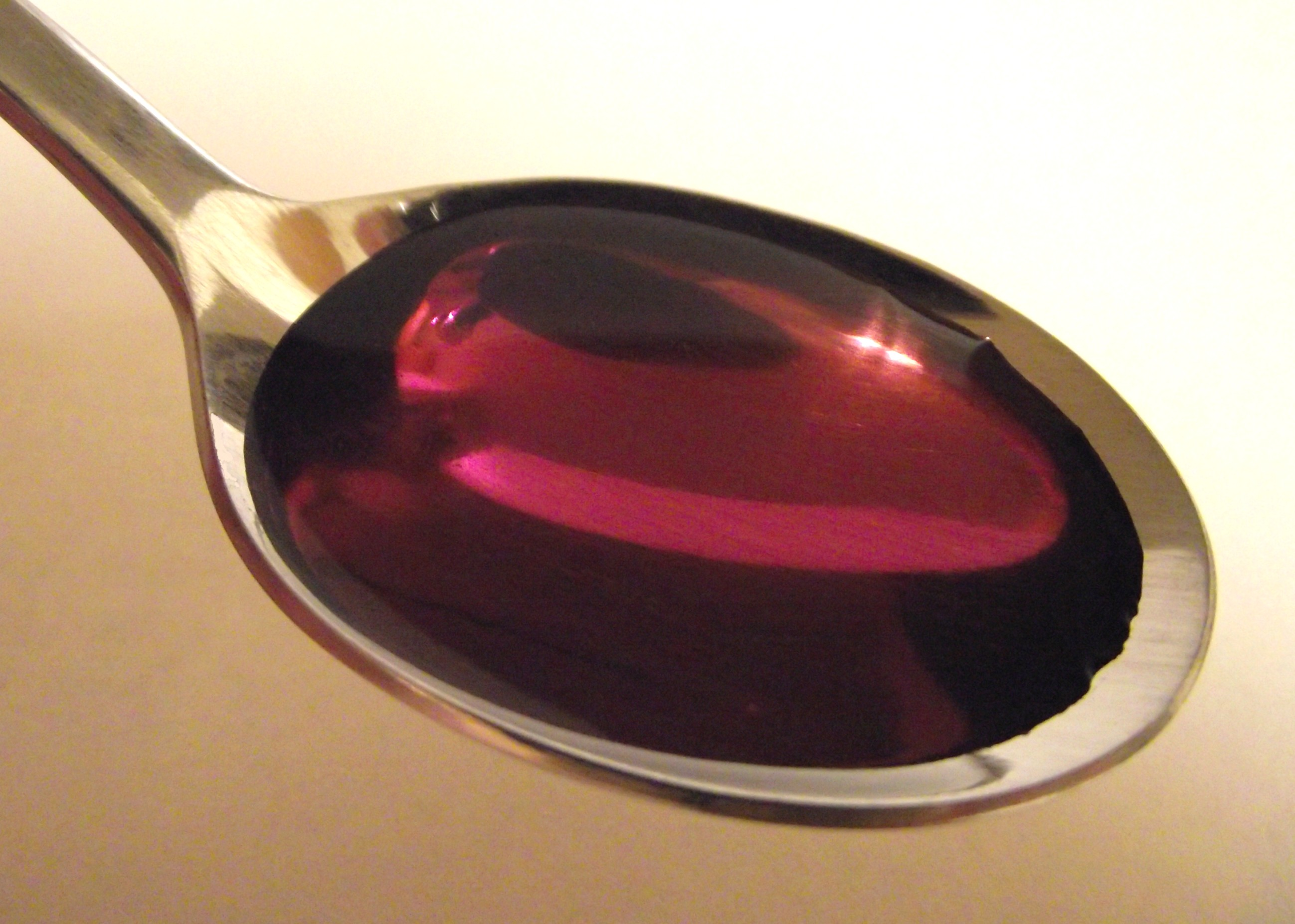

در هنگام انتخاب مکملهای اسید آمینه، باید به دنبال فراورده‌هایی بود که حاوی اسیدهای آمینه بلوری از نوع L هستند. بیشتر اسیدهای آمینه (به جز گلیسین) به دو صورت یافت می‌شوند و ساختار شیمیایی یکی منعکس‌کننده دیگری است، که نوع -D و -L؛ به عنوان مثال،D سیستین و -L سیستین؛ نامیده می‌شوند. حرف D نشان دهنده دکسترو (کلمه‌ای لاتین و به معنی راست) و حرف L به جای لِوو (کلمه‌ای لاتین به معنی چپ) می‌باشد، این اصطلاحات نشان دهنده جهت چرخش مارپیچی است که ساختمان شیمیایی مولکول به حساب می‌آید. پروتئین‌های موجود در بافت جانوری و گیاهی از انواع -L اسیدهای آمینه ساخته می‌شود (به جز فنیل آلانین، که نوع -DL فنیل آلانین که مخلوطی از نوع -D و -L است، مورد استفاده قرار می‌گیرد). بنابراین، فراورده‌هایی که حاوی انواع -L اسیدهای آمینه می‌باشند، با بیوشیمی انسانی سازگارترند. نوع آزاد بدان معناست که اسید آمینه در خالص‌ترین شکل خود می‌باشد. اسیدهای آمینه نوع آزاد، نیازی به هضم شدن ندارند و مستقیماً جذب جریان خون می‌شوند. این اسیدهای آمینه بلوری سفید در دمای طبیعی اتاق ثابت هستند و هنگامی که به آن‌ها °F 350 تا °F 660 (°C 180 تا °C 350) حرارت داده شود، خراب می‌شوند. این اسیدهای آمینه به سرعت جذب می‌شوند و از منابع غذایی آلرژی زا به دست نمی‌آیند. بهتر است، پودرهایی که به صورت کپسول درآمده‌اند یا نوع پودری آن را انتخاب نمود.

## وظایف
هر اسید آمینه در بدن وظایف خاصی را انجام می‌دهد. در ذیل به شرح بسیاری از کارها و نشانه‌های احتمالی ناشی از کمبود بیست و هشت اسید آمینه و ترکیبات مربوط به آنها می‌پردازیم. زمانی که برای درمان بیماری از اسیدهای آمینه خاصی استفاده می‌شود، برای جلوگیری از رقابت آن‌ها در عمل جذب با اسیدهای آمینه موجود در غذاها، باید آن‌ها را با معده خالی مصرف کرد. به منظور افزایش میزان جذب اسیدهای آمینه خاص، بهتر است آن‌ها را صبح یا بین وعده‌های غذا و به همراه مقدار کمی ویتامین B¬۶ و ویتامین C مصرف نمود. در صورت مصرف کمپلکس اسید آمینه که دارای تمام اسیدهای آمینه ضروری می‌باشد، بهتر است آن را نیم ساعت قبل یا بعد از غذا خورد. اگر فرد در حال مصرف اسیدهای آمینه خاصی باشد، بهترین کار آن است که مجموعه‌ای از اسیدهای آمینه، شامل اسیدهای آمینه ضروری و غیرضروری را در اوقات مختلف روز مورد استفاده قرار دهد. این بهترین راه برای اطمینان از دریافت مقادیر مناسبی از تمام اسیدهای آمینه ضروری می‌باشد.

## ضرورت مصرف
شایان به ذکر است که مصرف مکملهای اسید آمینه در صورت وجود تغذیه مناسب ضروری نمی‌باشد و این مکملها بیشتر مورد استفاده ورزشکاران حرفه‌ای است که به واسطه دوپینگ نمی‌توانند پروتئین مورد نیاز خود را از طریق تغذیه طبیعی به دست آورند (زیرا مصرف هورمونها نیاز به پروتئین را بالا می‌برد و آن را نزدیک به ۱۰ گرم به ازای هر کیلوگرم از وزن بدن می‌نماید). البته برخی از افراد نیز که عجولند و نمی‌خواهند تا در مدت زمان طبیعی به یک رشد و پیشرفت طبیعی در ورزش برسند نیز نامزدهای خوبی برای مصرف مکملهای اسید آمینه می‌باشند، به هر حال باید از مصرف اسیدهای آمینه خاص به مدت طولانی خودداری کرد. روش مناسبی که می‌توان از آن پیروی کرد این است که از اسیدهای آمینه بخصوصی که با نیازهای بدن فرد هماهنگی دارند، به نوبت استفاده نمود و در این راه از کمپلکس اسید آمینه کمک گرفت. برای این منظور فرد به مدت دو ماه از این مکملها استفاده نموده و سپس دو ماه از مصرف آن خودداری می‌نماید.

## سو مصرف
محققان زیاده روی در مصرف اسیدهای آمینه برای مدت طولانی را مطلوب نمی‌دانند. میانه‌روی بهترین راه حل است. مصرف برخی از اسیدهای آمینه به مقدار زیاد (بیش از ۶۰۰۰ میلی‌گرم در روز) اثرات سمی بالقوه‌ای را به همراه دارد و باعث بروز مشکلات عصبی می‌شود. این اسیدها عبارتند از:
اسید آسپارتیک، اسید گلوتامیک، هوموسیستئین، سرین و تریپتوفان.
مصرف بیش از ۱۰۰۰ میلی‌گرم سیستئین در روز می‌تواند مسموم‌کننده باشد. مصرف اسیدهای آمینه تکمیلی در کودکان توصیه نمی‌شود و نیز مصرف اسیدهای آمینه بیش از مقدار توصیه شده خطرناک است، مگر این که پزشک آن را تجویز کرده باشد.

## مکملهای اسیدهای آمینه موجود

### آلانین
نوعی آلانین، به نام بتا- آلانین، جزء سازنده اسید پانتوتنیک (ویتامین B¬۵) و کوآنزیم A می‌باشد.

### آرژینین
این اسید آمینه می‌تواند در بدن تولید شود، با وجود این، سرعت تولید این ماده در نوزادان به اندازه‌ای نیست تا نیازهای آن‌ها را برآورده سازد. مواد غذایی سرشار از آرژینین عبارتند از: خرنوب، شکلات، نارگیل، لبنیات، ژلاتین، گوشت قرمز، جو دو سر، بادام زمینی، سویا، گردو، آرد سفید، گندم و جوانه گندم. اشخاصی که به عفونتهای ویروسی نظیر تبخال مبتلا هستند، نباید آرژینین تکمیلی مصرف کنند، و باید از خوردن مواد غذایی سرشار از آرژینین خودداری نمایند، زیرا به نظر می‌رسد که این اسید به رشد ویروس‌های خاصی کمک می‌کند. زنان باردار و شیرده باید از مصرف مکملهای -L آرژینین اجتناب نمایند. افراد مبتلا به بیماری شیزوفرنی باید از مصرف بیش از ۳۰ میلی‌گرم آرژینین در روز خودداری کنند. استفاده دراز مدت آرژنین تکمیلی، به خصوص با میزان مصرف بالا، توصیه نمی‌شود. محققان در بررسی انجام گرفته به این نتیجه رسیده‌اند که مصرف این ماده چند هفته و به مقدار زیاد، ممکن است پوست را زبر و ضخیم کند.

### آسپاراژین
این اسید آمینه فرایندی را ایجاد می‌کند که طی آن یک اسید آمینه در کبد به اسید آمینه دیگری تبدیل می‌شود.آسپاراژین بیشتر در منابع گوشتی یافت می‌شود.

### اسید آسپارتیک
پروتئین گیاهی، به خصوص پروتئین‌های موجود در دانه‌های جوانه زده، دارای مقدار فراوانی اسید آسپارتیک می‌باشند.

### کارنیتین
اگر میزان آهن، ویتامین B1 (تیامین)، ویتامین B6 (پیریدوکسین) و اسیدهای آمینه لیزین و متیونین در بدن کافی باشد، بدن انسان می‌تواند کارنیتین تولید کند. علاوه بر این، تولید کارنیتین به وجود مقدار مناسبی ویتامین C بستگی دارد. مصرف ناکافی هر یک از این مواد غذایی، باعث کمبود کارنیتین می‌شود. کارنیتین را می‌توان از طریق مواد غذایی، در درجه اول گوشت قرمز و سایر غذاهایی که منشأ حیوانی دارند، به دست آورد. مشخص شده‌است که در بسیاری از موارد کمبود کارنیتین تا حدودی منشأ ژنتیکی دارد، که ناشی از نوعی نقص وراثتی در سنتز کارنیتین می‌باشد. علایم احتمالی این کمبود شامل گیجی، درد قلب، ضعف عضلانی و چاقی می‌باشد. چون معمولاً حجم عضلات مردان بزرگتر از زنان است، به همین دلیل مردان به کارنیتین بیشتری نیاز دارند. گیاه‌خواران احتمالاً بیشتر از افراد غیر گیاه‌خوار در معرض کمبود کارنیتین قرار دارند، زیرا این اسید در پروتئین گیاهی وجود ندارد. علاوه بر این، متیونین و لیزین دو عنصر مهمی که بدن از طریق آن‌ها کارنیتین تولید می‌کند را نمی‌توان به مقدار کافی از منابع گیاهی به دست آورد. گیاه‌خواران برای اطمینان از تولید کارنیتین به میزان کافی، باید از مکملها یا غلاتی نظیر آرد ذرت، که با لیزین غنی شده‌اند، استفاده نمایند. کارنیتین تکمیلی به شکلهای گوناگونی، از جمله -D کارنیتین،L کارنیتین،DL کارنیتین، و استیل -L کارنیتین که نوع مناسبتری است، تولید می‌شود.

### سیترولین
سیترولین بیشتر در کبد یافت می‌شود.

### سیستئین و سیستین
چون حلالیت سیستئین نسبت به سیستین بیشتر است، به همین دلیل راحت‌تر در بدن به مصرف می‌رسد و معمولاً برای درمان اغلب بیماری‌ها بهتر است. این اسید آمینه از -L متیونین موجود در بدن به وجود می‌آید. وجود ویتامین B6 برای ساختن سیستئین ضروری است، زیرا در صورت مبتلا شدن به بیماری مزمنی، این اسید آن چنان‌که باید ساخته نمی‌شود؛ بنابراین، نیاز اشخاص مبتلا به بیماری‌های مزمن به سیستئین، بیش از میزان معمولی آن می‌باشد و باید به مدت یک ماه و در سه وعده جداگانه روزانه در حدود ۱۰۰۰ میلی‌گرم سیستئین مصرف کنند. برای درمان بیماری آرتریت روماتوئید، سخت شدن سرخرگها و اختلالهای موتاژنیک، مانند سرطان، توصیه می‌شود که از -L سیستئین به صورت تکمیلی استفاده شود. این اسید به بهبودی بعد از جراحی کمک می‌کند و سوختگیهای شدید را التیام می‌بخشد، فلزات سنگین را کِی‌لیت می‌کند و با آهن قابل حل ترکیب می‌شود و به جذب آهن کمک می‌نماید. این اسید آمینه برای سوختن چربی و ساختن ماهیچه‌ها نیز مفید می‌باشد. به دلیل توانایی -L سیستئین در تجزیه مخاط دستگاه تنفس، این اسید اغلب برای درمان برونشیت، آمفیزم و سِل مفید است. علاوه بر این، اختلالهای تنفسی را بهبود می‌بخشد و نقش مهمی را در فعالیت گلبولهای سفید خون، که با بیماری مبارزه می‌کنند، بر عهده دارد. می‌توان سیستین یا نوع -N استیل سیستئین را به جای -L سیستئین مورد استفاده قرار داد. N- استیل سیستئین در پیشگیری از عوارض جانبی ناشی از شیمی درمانی و اشعه درمانی مؤثر می‌باشد. چون این ماده میزان گلوتاتیون را در ریه‌ها، کلیه‌ها، کبد و مغز استخوان افزایش می‌دهد، به همین دلیل دارای اثرات ضد پیری می‌باشد؛ به عنوان مثال، از تجمع لکه‌های پیری می‌کاهد. محققان به این نتیجه رسیده‌اند که اثر -N استیل سیستئین در افزایش میزان گلوتاتیون، از مکملهای سیستین یا حتی خود گلوتاتیون بیشتر است.
اشخاص مبتلا به دیابت باید در موقع مصرف سیستئین تکمیلی احتیاط کنند، زیرا این ماده می‌تواند انسولین را غیرفعال کند. افرادی که مبتلا به افزایش دفع ادراری سیستین می‌باشند- بیماری ژنتیکی کمیابی که منجر به تشکیل سنگهای کلیه از نوع سیستین می‌گردد- باید از مصرف سیستئین خودداری نمایند.

### دی متیل گلیسین (DMG)
دی متیل گلیسین در گوشت قرمز، دانه‌ها و غلات یافت می‌شود. محققان به این نکته پی برده‌اند که دی متیل گلیسین دستگاه دفاعی بدن را تقویت می‌کند و از افزایش میزان کلسترول و تری گلیسیرید خون می‌کاهد. این ماده بهره‌گیری بدن را از اکسیژن بهبود می‌بخشد، به عادی شدن فشار خون و میزان گلوکز خون کمک می‌نماید و در بهتر شدن عملکرد اندامهای بسیار مهم بدن مؤثر است. این اسید برای کنترل حملات صرع نیز مفید می‌باشد. دی متیل گلیسین آنگامیک، فراورده‌ای از آزمایشگاه‌های علوم غذایی، منبع مناسبی از دی متیل گلیسین تکمیلی می‌باشد.

### اسید گاما - آمینو بوتیریک
مصرف اسید گاما- آمینو بوتیریک نیز تقریباً همانند دیازپام (والیوم)، کلر دیازپوکساید (لیبریوم) و سایر داروهای مسکن، به بدن آرامش می‌بخشد؛ با این تفاوت که این اسید اعتیادآور نیست. اسید گاما- آمینوبوتیریک برای درمان بیماری صرع و فشار خون بالا به کار می‌رود. چون این اسید همانند دارویی آرام بخش عمل می‌کند، به همین دلیل برای درمان کم شدن میل جنسی مناسب می‌باشد. اسید گاما- آمینو بوتیریک برای درمان بزرگ شدن غده پروستات نیز مفید است، که این امر احتمالاً به خاطر نقش این اسید در شیوه کنترل پخش هورمونهای جنسی می‌باشد. اسید گاما- آمینو بوتیریک برای معالجه نوعی اختلال ذهنی در کودکان مؤثر است. با وجود این، مصرف بیش از اندازه اسید گاما- آمینوبوتیریک، باعث افزایش نگرانی، تنگی نفس، بی‌حسی اطراف دهان و احساس سوزش در اندامهای انتهایی - به خصوص دست و پا- می‌گردد. اسید گاما آمینو بوتیریک از گلوتامیک اسید سنتز می‌شود و در مغز، قلب، ششها و کلیه‌ها یافت می‌شود.

### اسید گلوتامیک
این اسید جزئی از ساختمان اسید فولیک می‌باشد، اسید گلوتامیک به درمان بیماری‌های شخصیتی کمک می‌کند و برای معالجه اختلالهای رفتاری دوران کودکی مفید می‌باشد. از این اسید برای درمان بیماری صرع، عقب ماندگی ذهنی، رخوت عضلانی، زخمها و اغمای هیپوگلیسمیک - مشکلی که در هنگام درمان دیابت و در اثر مصرف انسولین به وجود می‌آید- استفاده می‌کنند.

### گلوتامین
گلوتامین به مقدار زیادی در ماهیچه‌ها یافت می‌شود و هنگامی که برای ساختن پروتئین‌های عضلات اسکلتی به آن نیاز باشد، این اسید به راحتی در دسترس قرار می‌گیرد. چون این اسید آمینه به ساختن و محافظت از ماهیچه‌ها کمک می‌کند، به همین دلیل مصرف گلوتامین تکمیلی برای افراد تحت رژیم و بدنسازها مفید است. از همه مهمتر، این اسید در پیشگیری از نوعی تحلیل عضلانی که به دنبال بستری شدن در رختخواب به مدت طولانی یا بیماری‌هایی نظیر سرطان و ایدز به وجود می‌آید، مؤثر می‌باشد. زیرا فشار روحی و آسیبها (از جمله آسیب ناشی از جراحی) باعث می‌شود که عضلات گلوتامین را وارد جریان خون نمایند. در حقیقت، در هنگام فشار روانی، ممکن است در حدود یک سوم گلوتامین موجود در ماهیچه‌ها آزاد شود. در نتیجه، فشار روانی یا بیماری می‌تواند منجر به از دست رفتن عضلات اسکلتی گردد. با وجود این، اگر گلوتامین به اندازه کافی موجود باشد، می‌تواند از بروز آن جلوگیری نماید. مصرف -L گلوتامین تکمیلی برای درمان آرتریت، بیماری‌های خود ایمنی، فیبروزیت یا التهاب بافت لیفی، اختلالهای روده‌ای، زخمهای دستگاه گوارش، بیماری‌های مربوط به بافت پیوندی مانند التهاب چندین عضله و ضخیم شدن پوست و آسیبهای بافتی که در اثر استفاده از اشعه برای درمان سرطان به وجود می‌آید، مؤثر می‌باشد. -L گلوتامین فعالیت ذهنی را تقویت می‌کند و برای درمان یک سری از بیماری‌ها از جمله معلولیتهای در حال پیشرفت، صرع، خستگی، ناتوانی جنسی در مردان، اسکیزوفرنی و اختلالهای دوران پیری مورد استفاده قرار می‌گیرد. -L گلوتامین میل به قند و الکل را کاهش می‌دهد و برای بهبودی افراد الکلی مفید می‌باشد.
بسیاری از مواد گیاهی و حیوانی دارای گلوتامین می‌باشند، اما با پختن مواد این اسید آمینه به راحتی از بین می‌رود. اگر اسفناج و جعفری به صورت خام مصرف شوند، منابع مفیدی از این اسید به‌شمار می‌آیند. گلوتامین تکمیلی را باید در مکانی کاملاً خشک نگهداری کرد و گرنه این پودر به آمونیاک و اسید پیروگلوتامیک تجزیه می‌شود. اشخاص مبتلا به سیروز کبد، ناراحتی کلیه، سندروم رای، یا هر نوع اختلالی که باعث تجمع آمونیاک در خون می‌شود، باید از مصرف گلوتامین خودداری نمایند. مصرف گلوتامین تکمیلی برای چنین افرادی، صدمات بیشتری را به همراه خواهد داشت. باید توجه داشت که هر چند نام‌های موادی نظیر گلوتامین، اسید گلوتامیک (گاهی اوقات به آن گلوتامات نیز می‌گویند)، گلوتاتیون، گلوتن و مونوسدیم گلوتامات شبیه به هم می‌باشند، اما همه آن‌ها مواد متفاوتی هستند.

### گلوتاتیون
گلوتاتیون، آنتی اُکسیدانی قوی است که در کبد تولید می‌شود. بزرگترین منبع گلوتاتیون در کبد وجود دارد، که در آن جا ترکیبات مضر را از بین می‌برد و سپس از طریق صفرا دفع می‌گردد. مقداری گلوتاتیون به‌طور مستقیم از کبد وارد جریان خون می‌شود و در آن جا به حفظ انسجام گلبولهای قرمز خون کمک می‌نماید و از گلبول‌های سفید خون محافظت می‌کند. گلوتاتیون در ریه‌ها و مجرای روده‌ها نیز یافت می‌شود. وجود این اسید برای سوخت و ساز کربوهیدرات ضروری است، و به نظر می‌رسد که از اثرات ضد پیری نیز برخوردار می‌باشد و به تجزیه چربیهای اُکسیده‌ای که موجب بروز اختلال تصلب شرائین می‌گردند، کمک می‌نماید. کمبود گلوتاتیون قبل از هر چیز بر روی دستگاه عصبی اثر می‌گذارد و باعث بروز بیماری‌هایی نظیر رفتار ناهماهنگ، اختلالهای ذهنی، لرزش و عدم حفظ تعادل می‌گردد. به نظر می‌رسد که بروز این مشکلات به دلیل گسترش ضایعات مغزی می‌باشد. هنگامی که انسان پیر می‌شود، میزان گلوتاتیون کاهش می‌یابد، هر چند هنوز معلوم نشده‌است که آیا پایین آمدن میزان این اسید به این علت است که بدن از آن سریع تر استفاده می‌کند یا در ابتدا مقدار کمتری از این اسید تولید می‌شود. متأسفانه، اگر این مشکل برطرف نشود، کمبود گلوتاتیون به‌طور متناوب به روند پیری سرعت می‌بخشد. گلوتاتیون تکمیلی گران‌قیمت است، و تأثیر فرمولهای خوراکی آن مورد سؤال می‌باشد. برای بالا بردن میزان گلوتاتیون، بهتر است که مواد خامی را که بدن برای ساختن این ترکیب از آن‌ها استفاده می‌کند، تهیه کرد. این مواد شامل سیستئین، اسید گلوتامیک و گلیسین می‌باشد. به نظر می‌رسد نوع -N استیلِ اسید آمینه سیستئین (-N استیلِ سیستئین) برای این منظور فوق‌العاده مؤثر است.

### گلیسین
بالا رفتن میزان این اسید آمینه در بدن باعث بروز خستگی شدید می‌شود، اما مصرف مقدار مناسبی از آن انرژی بدن را افزایش می‌دهد.گلیسین در موقع لزوم، می‌تواند در بدن به اسید آمینه سرین تبدیل شود.

### هیستیدین
اگر میزان هیستیدین در سطح بالایی باشد، باعث فشار روحی و حتی اختلالهای روانی نظیر اضطراب و اسکیزوفرنی می‌گردد. محققان به این نتیجه رسیده‌اند که مقدار هیستیدین در بدن افراد مبتلا به اسکیزوفرنی در سطح بالایی می‌باشد. کمبود میزان هیستیدین می‌تواند باعث بیماری آرتریت روماتوئید و ناشنوایی عصبی گردد. متیونین میزان هیستیدین را پایین می‌آورد. هیستامین که ماده شیمیایی مهمِ دستگاهِ دفاعی بدن می‌باشد، از هیستیدین به دست می‌آید. هیستامین به تحریک جنسی کمک می‌کند. چون وجود هیستیدین بر روی تولید هیستامین اثر می‌گذارد، به همین دلیل مصرف هیستیدین تکمیلی- به همراه ویتامینهای B¬۳ (نیاسین) و B6 (پیریدوکسین)، که برای تبدیل هیستیدین به هیستامین مورد نیاز می‌باشند- در بهبود اعمال و امیال جنسی مؤثر است. چون هیستامین میزان ترشح شیره معده را افزایش می‌دهد، به همین دلیل مصرف هیستیدین برای اشخاص مبتلا به سوء هاضمه ناشی از کمبود اسید معده مفید می‌باشد. افراد مبتلا به بیماری شعف - غمگینی (افسردگی دو قطبی یا مانیک - دپرسیو) باید از مصرف هیستیدین تکمیلی خودداری نمایند؛ مگر این که کمبود آن مشخص شود. منابع طبیعی هیستیدین شامل برنج، گندم و چاودار می‌باشد.

### ایزولوسین
اسیدهای آمینه ایزولوسین، لوسین و والین برای ورزشکاران با ارزش می‌باشند، زیرا میزان انرژی را افزایش می‌دهند، استقامت را زیاد می‌کنند، و به درمان و ترمیم بافتهای عضلانی کمک می‌نمایند. محققان تشخیص داده‌اند که میزان ایزولوسین در افراد مبتلا به انواع مختلفی از اختلالهای فیزیکی یا روانی، کم است. کمبود ایزولوسین می‌تواند منجر به علایمی شبیه به نشانه‌های بیماری هیپوگلیسمیگردد. منابع غذایی حاوی ایزولوسین عبارتند از: بادام، بَلادُر (بادام هندی)، گوشت جوجه، نخود، تخم مرغ، ماهی، عدس، جگر، گوشت قرمز، چاودار، اکثر دانه‌ها و پروتئین سویا. این اسید به صورت تکمیلی نیز موجود می‌باشد. ایزولوسین تکمیلی را باید همیشه با مقادیر متناسبی از دو اسید آمینه لوسین و والین - در حدود ۲ میلی‌گرم از هر یک از دو اسید آمینه لوسین و والین در مقابل هر یک میلی‌گرم ایزولوسین- مصرف نمود. مکملهای ترکیبی وجود دارند که هر سه اسید آمینه با زنجیره منشعب (BCAAها) را در اختیار قرار می‌دهند و ممکن است استفاده از آن‌ها راحت‌تر باشد.

### لوسین
لوسین، اسید آمینه‌ای ضروری و یک از اسیدهای آمینه با زنجیره منشعب می‌باشد (ایزولوسین و والین دو اسید آمینه دیگر از این نوع هستند). منابع طبیعی حاوی لوسین، شامل: برنج قهوه‌ای، لوبیا، گوشت قرمز، انواع مغزها، آرد سویا و گندم کامل می‌باشد. باید میزان -L لوسین تکمیلی با -L ایزولوسین و -L والین متناسب باشد، و باید در مصرف آن میانه‌روی کرد، وگرنه باعث بروز علایم بیماری هیپوگلیسمی می‌شود. مصرف بسیار زیاد لوسین در ابتلا به بیماری پلاگر مؤثر می‌باشد، و مقدار آمونیاک موجود در بدن را افزایش می‌دهد.

### لیزین
مصرف -L لیزین تکمیلی، همراه با ویتامین C و بیوفلاوونوئید ها، می‌تواند به نحوی مؤثر با بیماری تب خال مبارزه کند یا از شیوع آن جلوگیری نماید. به خصوص اگر از مصرف غذاهای حاوی آرژینین خودداری شود. منابع غذایی حاوی لیزین شامل پنیر، تخم مرغ، ماهی، باقلای سبز، شیر، سیب زمینی، گوشت قرمز، فراورده‌های سویا و مخمر می‌باشد.

### متیونین
با بالا رفتن سطح مواد سمی بدن، نیاز به متیونین نیز افزایش می‌یابد. بدن می‌تواند متیونین را به اسید آمینه سیستئین که ماده سازنده اولیه گلوتاتیون می‌باشد، تبدیل کند. بدین ترتیب، این اسید از کاهش میزان گلوتاتیون جلوگیری می‌نماید. چون گلوتاتیون خنثی‌کننده اصلی سموم در کبد می‌باشد، به همین دلیل در مقابل اثرات زیان‌آور ترکیبات سمی از کبد محافظت می‌کند. منابع غذایی مفید حاوی متیونین، شامل انواع لوبیا، تخم مرغ، ماهی، سیر، عدس، گوشت قرمز، پیاز، سویا، انواع دانه‌ها و ماست می‌باشد. چون بدن برای به دست آوردن کولین که غذای مغز می‌باشد، از متیونین استفاده می‌کند؛ به همین دلیل برای اطمینان از عدم کاهش میزان متیونین، بهترین کار این است که کولین یا لیستین را - که به مقدار زیاد در کولین وجود دارد- به برنامه غذایی اضافه کرد.

### اورنیتین
اورنیتین از آرژینین در بدن تولید می‌شود، و به ترتیب به عنوان ماده سازنده اولیه سیترولین، پرولین و اسید گلوتامیک به کار می‌رود. کودکان، زنان باردار، مادران شیرده و اشخاص مبتلا به اسکیزوفرنی، باید از مصرف –Lاورنیتین تکمیلی خودداری نمایند؛ مگر این که با تجویز پزشک باشد.

### فنیل آلانین
فنیل آلانین به سه شکل مختلف با نام‌های -D, -L و -DL موجود می‌باشد. شکل -L متداول‌ترین نوع آن است، که در این حالت فنیل آلانین به پروتئین‌های بدن می‌پیوندد. نوع -D همانند دارویی مسکن عمل می‌کند. نوع -DL ترکیبی از نوع -D و -L می‌باشد. نوع -DL نیز همانند نوع D-، در کنترل درد، به خصوص درد آرتریت مؤثر است و مانند نوع -L عنصر سازنده‌ای برای پروتئین‌ها محسوب می‌شود، توانایی ذهنی را افزایش می‌دهد، اشتها را کم می‌کند، و برای اشخاص مبتلا به بیماری پارکینسون مفید است. فنیل آلانین برای تسکین علایم تنش پیش از قاعدگی و انواع مختلفی از دردهای مزمن به کار رفته‌است. زنان باردار و اشخاص مبتلا به حملات اضطرابی، دیابت، فشار خون بالا، اختلال فنیل کتونوری، یا ملانوم رنگی که از قبل وجود داشته و نوعی سرطان پوست می‌باشد، باید از مصرف فنیل آلانین تکمیلی خودداری نمایند.

### پرولین
پرولین با کمک به تولید کلاژن و کاهش اتلاف کلاژن از طریق روند پیری، باعث بهبود بافت پوست می‌گردد. پرولین همچنین برای درمان غضروف و تقویت مفاصل، تاندونها و عضله قلب مفید می‌باشد. این اسید با کمک ویتامین C به حفظ سلامت بافت پیوندی کمک می‌کند. پرولین به‌طور عمده از منابع گوشتی به دست می‌آید.

### سرین
سرین می‌تواند در بدن از گلیسین ساخته شود. این اسید آمینه را به عنوان ماده مرطوب‌کننده طبیعی به بسیاری از لوازم آرایش و داروهای محافظ پوست می‌افزایند.

### تائورین
تائورین در تخم مرغ، ماهی، گوشت قرمز و شیر یافت می‌شود، اما در پروتئین‌های گیاهی وجود ندارد. این اسید می‌تواند در کبد و از سیستئین و در نقاط دیگر بدن از متیونین ساخته شود، به شرطی که ویتامین B6 به مقدار کافی موجود باشد. تولید این اسید به وسیله بدن برای گیاه‌خواران بسیار مهم است. چون اختلالهای ژنتیکی یا متابولیکی از ساختن تورین جلوگیری می‌نمایند. مصرف تورین تکمیلی برای اشخاص مبتلا به این‌گونه بیماری‌ها ضروری است.

### ترئونین
چون میزان ترئونین موجود در غلات کم است، گیاه‌خواران بیش از سایر افراد در معرض کمبود این ماده می‌باشند.

### تریپتوفان
بهترین منابع غذایی حاوی تریپتوفان عبارتند از: برنج قهوه‌ای، پنیر کاتیج، گوشت قرمز، بادام زمینی و پروتئین سویا. مراکز کنترل دیابت در آمریکا، در نوامبر سال ۱۹۸۹ دلایلی را مبنی بر ارتباط مصرف مکملهای -L تریپتوفان با بیماری خونی به نام سندروم ائوزینوفیلیا ارائه دادند. صدها مورد از این بیماری- که با افزایش تعداد گلبول‌های سفید خون مشخص می‌شود و ممکن است باعث بروز علایمی نظیر خستگی، دردهای عضلانی، بیماری‌های تنفسی، ورم و بثورات جلدی گردد- گزارش شده‌است. بعد از اثبات ارتباط بین بیماری خونی و محصولات حاوی -L تریپتوفان توسط مراکز کنترل دیابت در نیومکزیکو، اداره غذا و داروی آمریکا در ابتدا به مصرف‌کنندگان هشدار داد تا از مصرف مکملهای -L تریپتوفان خودداری کنند، سپس تمام فراورده‌هایی را که -L تریپتوفان جزء انحصاری یا اصلی آن‌ها محسوب می‌شد، از رده خارج کرد. تحقیقات بعدی نشان داد که احتمالاً مواد آلوده‌کننده موجود در مکملها باعث بروز این مشکل شده بود و نه تریپتوفان.

### تیروزین
منابع طبیعی حاوی تیروزین عبارتند از: بادام، آووکادو، موز، لبنیات، باقلای سبز، تخمه کدو و کنجد. تیروزین از طریق فنیل آلانین در بدن تولید می‌شود. مکملهای -L تیروزین را باید در هنگام خواب یا به همراه یک وعده غذای سرشار از کربوهیدرات مصرف نمود، در این صورت هم خود به راحتی جذب بدن می‌شود و نیز مانع جذب سایر اسیدهای آمینه نمی‌گردد. اشخاصی که از داروهای کنترل‌کننده مونوآمین اُکسیداز (MAO) - که اغلب برای درمان افسردگی تجویز می‌شود- استفاده می‌کنند، باید مصرف غذاهای حاوی تیروزین را به‌طور جدی محدود نمایند و از مصرف هر مکملی که دارای -L تیروزین باشد خودداری کنند، زیرا ممکن است مصرف آن باعث بالا رفتن ناگهانی و خطرناک فشار خون گردد. هر کسی که برای درمان افسردگی دارو مصرف می‌کند، باید با پزشک در مورد محدودیتهای غذایی مشورت نماید.

### والین
منابع غذایی حاوی والین شامل فراورده‌های لبنی، غلات، گوشت قرمز، انواع قارچ، بادام زمینی و پروتئین سویا می‌باشد. والین تکمیلی را باید همیشه متناسب با سایر اسیدهای آمینه با زنجیره منشعب، یعنی ایزولوسین و لوسین، مصرف کرد.